# Эберсбург
Эберсбург (нем. Ebersburg) — община в Германии, в земле Гессен. Подчиняется административному округу Кассель. Входит в состав района Фульда.  Население составляет 4512 человек (на 31 декабря 2010 года). Занимает площадь 37,05 км².